# Johann Peter Alexander Wagner

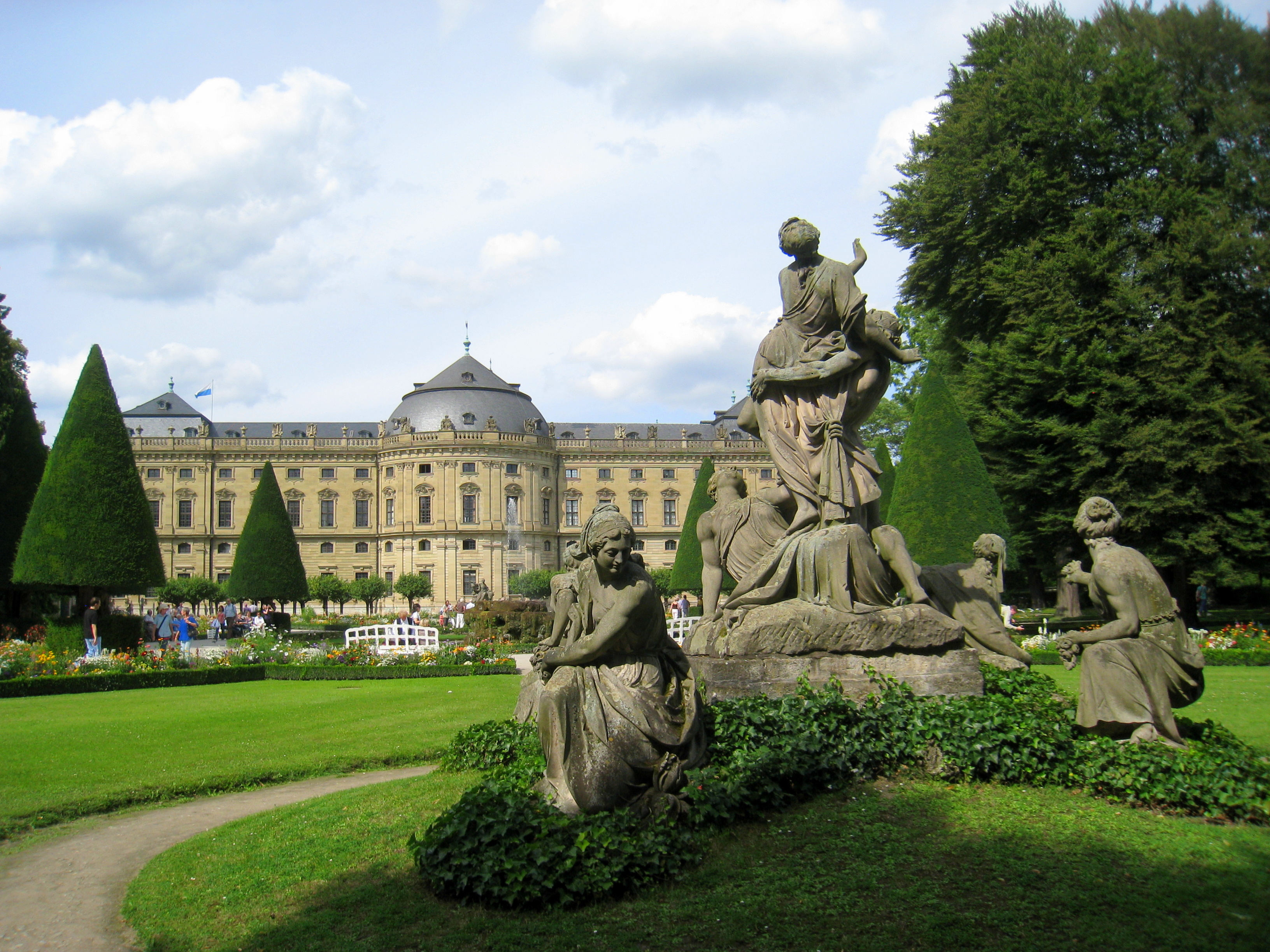
Rezydencja w Würzburgu

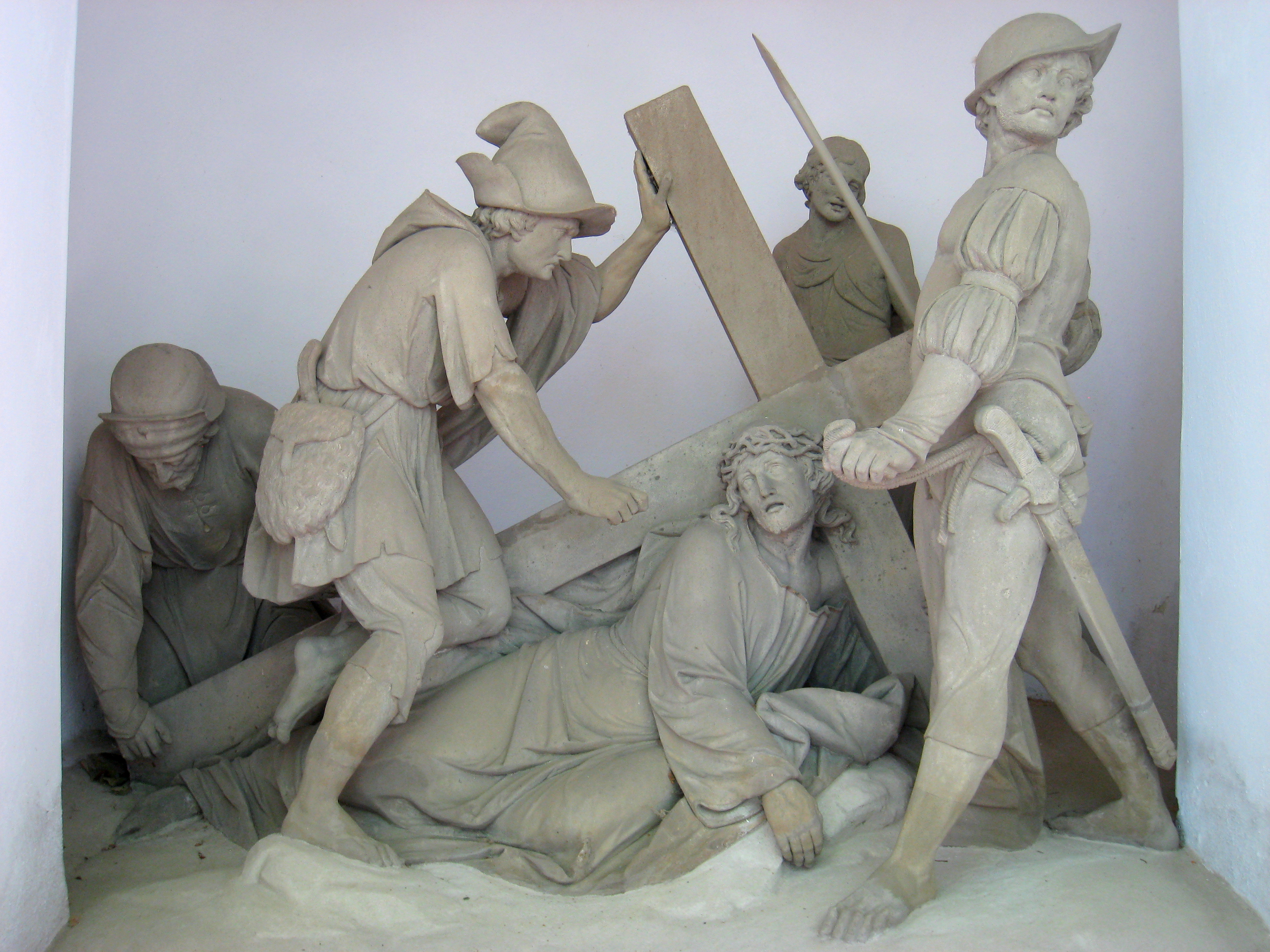
Scena z Męki Pańskiej

Johann Peter Alexander Wagner (ur. 26 lutego 1730 w Theres, zm. 7 stycznia 1809 w Würzburgu) – niemiecki rzeźbiarz nadworny, przedstawiciel stylu „Zopf” w południowych Niemczech. Tworzył w Würzburgu.
Wykonał ponad sto ołtarzy, szereg posągów z drzewa, kamienia, płaskorzeźby oraz wazy.
Głównym dziełem Johanna Petera Alexandra Wagnera są sceny z Męki Pańskiej w Würzburgu.
Urodził się jako syn Johanna Thomasa Wagnera (1691-1769). Początkowo kształcił się w pracowni ojca.
Syn Johanna Alexandra Wagnera, Johann Martin von Wagner (1777-1858) był także znanym rzeźbiarzem niemieckim.